# Dominia
Dominia is de naam van het fictieve multiversum van het spel Magic: The Gathering, waarbinnen alle verschillende universums apart bestaan, al dan niet verbonden. Enkel de core sets staan los van de verhaallijnen, en of het verhaal van Arabian Nights zich afspeelt in Dominia is niet duidelijk.
Dominia is geen “plane”. De term “plane” wordt enkel gebruikt om verschillende universum aan te duiden, Dominia bestaat uit talrijke “planes”.
De naam “Dominia” wordt echter tegenwoordig niet meer gehanteerd door de makers van Magic: The Gathering om het multiversum aan te duiden.
Bekende universums binnen Dominia zijn:
- Dominaria
- Mirrodin
- Kamigawa
- Lorwyn/Shadowmoor
- Alara
- Mercadia
- Ravnica
- Phyrexia
- Rath